# Deutscher Filmpreis/Beste Tongestaltung
Der Deutsche Filmpreis in der Kategorie Beste Tongestaltung wird regelmäßig seit 2005 vergeben. Jedoch gab es bereits einen Preis für den besten Ton bei der Verleihung 1982.

## 1980er-Jahre
1982
Milan Bor – Das Boot

## 2000er-Jahre
2005
Gregor Kuschel, Hubertus Rath, Thomas Riedelsheimer, Christoph von Schönburg, Marc von Stuerler – Touch the Sound
- Mario Hubert, Michael Kranz, Heiko Müller, Roland Platz, Chris Rebay, Roland Winke – (T)Raumschiff Surprise – Periode 1
- Hubert Bartholomae und Gunnar Voigt – Der neunte Tag
- André Bendocchi-Alves, Eric Seifert, Martin Steyer, Roland Winke – Schneeland

2006
Lars Ginzel, Dirk Jacob, Marc Parisotto, Martin Steyer – Requiem
- Christian Bischoff, Jörg Elsner, Marc Parisotto – Wholetrain
- Stefan Busch, Michael Kranz – Barfuss
- Hubertus Rath, Christoph von Schönburg, Arno Wilms – Das Leben der Anderen

2007
Stefan Busch, Dirk Jacob, Michael Kranz, Frank Kruse, Matthias Lempert, Hanse Warns, Roland Winke – Das Parfum – Die Geschichte eines Mörders
- Richard Borowski, Fabian Schmidt, Kai Storck, Andreas Wölki – Emmas Glück
- Jörg Höhne, Robin Pohle, Andreas Ruft – Vier Minuten

2008
Dirk W. Jacob, Dominik Schleier, Martin Steyer, Pawel Wdowczak – Trade – Willkommen in Amerika
- Joe Knauer, Max Rammler, Erik Mischijew, Matz Müller – Am Limit
- Frank Kruse, Matthias Lempert, Fabian Schmidt, Carsten Richter, Hanse Warns – Die drei Räuber

2009
Tschangis Chahrokh, Christian Bischoff, Heinz Ebner, Guido Zettier – Nordwand
- Manfred Banach, Tschangis Chahrokh, Dirk Jacob, Carsten Richter – Krabat
- Manfred Banach, Christian Conrad, Martin Steyer – Anonyma – Eine Frau in Berlin

## 2010er-Jahre
2010
Guillaume Sciama, Jean-Pierre Laforce – Das weiße Band – Eine deutsche Kindergeschichte
- Michael Kranz, Ben Rosenkind, Mario Hubert, Chrissi Rebay – Wickie und die starken Männer
- Jörg Krieger, Richard Borowski, Kai Storck – Die Tür
- Roland Winke, Stefan Busch, Michael Kranz – Die Päpstin

2011
Ansgar Frerich, Sabine Panossian, Niklas Kammertöns – Pianomania
- Manfred Banach, Christian Conrad, Tschangis Chahrokh – Jerry Cotton
- Frank Kruse, Matthias Lempert, Arno Wilms – Drei

2012
Hubert Bartholomae und Manfred Banach – Anonymus
- Hubert Bartholomae und Hugo Poletti – Hell
- Andreas Mücke-Niesytka, Dominik Schleier und Martin Steyer – Barbara

2013
Christian Bischoff, Uwe Haussig und Johannes Konecny – Die Wand
- Benjamin Krbetschek und Holger Lehmann – Du hast es versprochen
- Stefan Soltau, Björn Wiese und Dominik Rätz – Gnade
- Markus Stemler, Ivan Sharrock, Frank Kruse, Matthias Lempert, Roland Winke und Lars Ginzel – Cloud Atlas

2014
Dietmar Zuson, Christof Ebhardt und Tschangis Chahrokh – Das finstere Tal
- Michael Kranz, Stefan Busch und Roland Winke – 3096 Tage
- Guido Zettier, Max Thomas Meindl und Benjamin Rosenkind – Der Medicus

2015
Bernhard Joest-Däberitz, Florian Beck, Ansgar Frerich und Daniel Weis – Who Am I – Kein System ist sicher
- Frank Kruse, Matthias Lempert und Alexander Buck – Citizenfour
- Magnus Pflüger, Fabian Schmidt und Matthias Lempert – Victoria

2016
Frank Kruse, Matthias Lempert und Roland Winke – Ein Hologramm für den König
- Frank Kruse, Bruno Tarrière, Carlo Thoss – Colonia Dignidad – Es gibt kein Zurück
- Stefan Korte, Paul Rischer – Er ist wieder da

2017
Rainer Heesch, Martin Steyer und Christoph Schilling – Wild
- Stefan Busch, Michael Kranz und Peter Schmidt – Timm Thaler oder das verkaufte Lachen
- Lars Ginzel, André Zacher und Benjamin Hörbe – Das kalte Herz
- Kai Tebbel, Kai Lüde und Lars Ginzel – Tschick

2018
André Bendocchi Alves, Eric Devulder und Martin Steyer – Der Hauptmann
- Gregor Bonse, Thomas Neumann, Marc Parisotto – Der Mann aus dem Eis
- Joern Martens, Martin Steyer, Kai Tebbel – 3 Tage in Quiberon

2019
Andreas Turnwald, Uwe Dresch, Andre Zimmermann und Tobias Fleig – Styx
- Dominik Schleier, Christian Conrad, Martin Steyer – Transit
- Roland Winke, Christian Bischoff, Chrissy Rebay – Ballon

## 2020er-Jahre
2020
Corinna Zink, Jonathan Schorr, Dominik Leube, Oscar Stiebitz, Gregor Bonse – Systemsprenger
- Simone Galavazi, Michel Schöpping – Berlin Alexanderplatz
- Andreas Mücke-Niesytka, Martin Steyer, Dominik Schleier, Benjamin Hörbe, Bettina Böhler – Undine

2021
Pascal Capitolin, Richard Borowski – A Symphony of Noise
- Lars Ginzel, Frank Kruse, Markus Stemler – Tides
- Jonathan Schorr, Simon Peter, Tobias Adam – Space Dogs
- Gunnar Voigt, Jan Petzold, Martin Steyer – Schachnovelle
- Roland Winke, Lars Ginzel, Noemi Hampel, Dominik Schleier – Nebenan
- Andreas Wölki, Hubertus Rath, Kai Tebbel – Enfant Terrible

2022
Jonathan Schorr, Dominik Leube, Gregor Bonse, John Gürtler – Niemand ist bei den Kälbern
- Andreas Hildebrandt, Filipp Forberg, Matthias Lempert – In den Uffizien
- Bertin Molz, Thorsten Bolzé, Mario Hubert, Marco Hanelt, Benedikt Uebe – Fly
- Michael Schlömer, Paul Rischer, Martin Steyer – Axiom

2023
Frank Kruse, Markus Stemler, Viktor Prášil, Lars Ginzel, Alexander Buck – Im Westen nichts Neues
- Paul Rischer und Jan Petzold – Sonne und Beton
- Marco Teufen, Paul Rischer und Gregor Bonse – Sisi & Ich

2024
Michael Schlömer, Corinna Fleig und Tobias Fleig – The Dive
- nominiert:
  - Bahman Ardalan, Ansgar Frerich und Florian Beck – Leere Netze
  - Max Vornehm, Christof Ebhardt und Christian Bischoff – Ein ganzes Leben

2025
Lars Ginzel, Frank Kruse, Marc Parisotto und Marco Hanelt – September 5
- nominiert:
  - Bernhard Joest-Däberitz, Frank Kruse, Matthias Lempert, Markus Stemler und Alexander Buck – Das Licht
  - Stefan Soltau, Thomas Kalbér und Tobias Fleig – Islands